# Zygmunt Kaczmarski
Zygmunt Kaczmarski – polski skrzypek, gitarzysta, multiinstrumentalista, kompozytor, doktor habilitowany sztuki, inicjator ruchu wykonawstwa historycznego. Wieloletni, pierwszy w Polsce, pedagog klasy skrzypiec barokowych.

## Życiorys
Absolwent Państwowej Wyższej Szkoły Muzycznej w Krakowie w klasie skrzypiec prof. Ewy Szubry-Jargoń. Po studiach specjalizował się w grze na skrzypcach barokowych pod kierunkiem Sigiswalda Kuijkena. W latach 1965–1967 gitarzysta i wraz z bratem Januszem Kaczmarskim (gitara), Feliksem Naglickim (gitara basowa) i Jerzym Fasińskim (perkusja), współtwórca zespołu Skaldowie (pierwsze próby miały miejsce w początkach 1965 roku i odbywały się w mieszkaniu braci, które mieściło się na trzecim piętrze przy ul. Józefa Sarego w Krakowie, jeszcze bez udziału braci Zielińskich, którzy dołączyli z końcem roku 1965) z którym dokonał nagrań radiowych, które trafiły m.in. na album Skaldowie z 1967, a także na EP-kę pt. Piosenki z filmu „Mocne uderzenie” (Muza N0462) z 1966 oraz wystąpił w filmach Cierpkie głogi (reż. Janusz Weychert; prem. 25.10.1966) i Mocne uderzenie (reż. Jerzy Passendorfer; prem. 26.03.1967). Po opuszczeniu krakowskiej formacji współpracował z Alibabkami i Szwagrami. W roku 1972 jako członek grupy muzycznej Teatru Stu wziął udział w przygotowaniach spektaklu Sennik Polski. Latem 1972 roku dołączył do grupy Anawa, z którą w 1973 roku nagrał znakomity album, zatytułowany Anawa i wystąpił w programie Telewizji Kraków – jest także współkompozytorem piosenki pt. Nie przerywajcie zabawy. Po rozwiązaniu zespołu jesienią tego samego roku znalazł się w Kwartecie Henryka Słaboszewskiego, następnie w zespole akompaniującym Irenie Jarockiej pod kier. Huberta Szymczyńskiego, a później w Osjanie z którym nagrał w 1979 roku album pt. Księga chmur i na który skomponował utwór pt. Rozdział II. W latach 1982–2012 pracownik dydaktyczny Katedry Muzyki Dawnej w klasie skrzypiec barokowych na Akademii Muzycznej w Krakowie. Zajmował się również problemami rekonstrukcji historycznych instrumentów klawiszowych. Zbudowane przez niego klawesyny znajdują się w polskich instytucjach muzycznych. Jest inicjatorem ruchu wykonawstwa historycznie poinformowanego w Polsce oraz współzałożycielem i kierownikiem artystycznym pierwszego polskiego zespołu instrumentów historycznych pod nazwą Fiori Musicali. Formacja koncertowała niemalże we wszystkich krajach Europy, współpracując z wieloma wybitnymi muzykami polskimi i zagranicznymi. Ma również na koncie kilka nagranych płyt, a także udział w audycjach radiowych i telewizyjnych.